# Pterostylis elegans
Pterostylis elegans är en orkidéart som beskrevs av David Lloyd Jones. Pterostylis elegans ingår i släktet Pterostylis och familjen orkidéer.
Artens utbredningsområde är New South Wales. Inga underarter finns listade i Catalogue of Life.